# Alamorio (California)
Alamorio es un área no incorporada ubicada en el condado de Imperial en el estado estadounidense de California.

## Geografía
Alamorio se encuentra ubicada en las coordenadas 32°58′45″N 115°27′41″O / 32.97917, -115.46139.